# Équipe du Portugal féminine de rugby à XV
L'équipe du Portugal de rugby à XV féminin est une sélection des meilleures joueuses du Portugal pour disputer les principales compétitions internationales ou affronter d'autres équipes nationales en test matchs.

## Histoire
En 1995, une première sélection féminine portugaise est formée, affrontant l'Allemagne dans un match concédé sur le score de 50 à 0 ; cette rencontre n'a pas pour autant le statut de match officiel. D'autres matchs amicaux seront encore joués contre des sélections de Johannesburg et de Galice. 
Le Portugal joue son premier match officiel en décembre 2021, s'imposant contre la Belgique au stade national du Jamor sur le score de 10 à 8,. Jusqu'ici, l'équipe nationale de rugby à sept était encore la seule représentation officielle féminine du rugby portugais.
L'équipe fait un retour spectaculaire en termes de nombre de places gagnées dans le classement, grimpant de 19 places pour atteindre la 30e place grâce à une campagne incroyable en championnat d'Europe 2022, en division Trophy, qui a culminé avec une victoire record 71-5 sur la Belgique.